# Sophie Mgcina
Sophie Mgcina   (Germiston, 1938 - Johannesburg, 2 de desembre de 2005) va ser una actriu, cantant i directora teatral sud-africana que fou una activista contra l'apartheid.
Va néixer a Germiston, però el govern de l'apartheid va obligar la família a traslladar-se a Alexandra. Amb 19 anys cantava al club Night Beat, on a fora l'esperaven policies per detenir-la gairebé cada dia. La portaven a comissaria i pagava dues lliures perquè la deixessin sortir.
Posteriorment, va tenir una carrera reeixida, amb actuacions exitoses a Londres i Nova York. També va dirigir obres de teatre, per exemple amb Barney Simon. Va traduir cançons de l'anglès a diverses llengües africanes i va formar part de la National School for the Performing Arts de Johannesburg el 1994.
Va escriure diverses cançons clarament contra l'apartheid, com Madam Please, on mostra la relació entre una treballadora de la llar negra i un home blanc. En aquests temes mostra la crueltat d'algunes situacions, la invisibilitat de les problemàtiques de les persones negres i el racisme social.